# Сальников Олексій Олексійович
Олексій Олексійович Сальников (творчий псевдонім - Олександр Сальников,  3 січня 1951, м. Оренбург, Росія) — музикант (труба), диригент, Заслужений артист України.

## Біографія
Народився 3 січня 1951 року в Оренбурзі, Росія. Закінчив Кишинівський інститут мистецтв, відділ керівників духових оркестрів. Працював артистом естрадного оркестру клубу залізничників (м. Чернівці). З 1968 р. — артист-соліст естрадного ансамблю «Буковина», вокально-інструментального ансамблю «Червона рута», ансамблю «Смерічка» Чернівецької обласної філармонії. У 1980—1993 рр. — артист молдавського ансамблю «Оризонт» (м. Кишинів), у 1994—1996 рр. — соліст оркестру УМВС України в Чернівецькій області, з 1997 р. — артист вокально-інструментального ансамблю «Карпати» Центрального палацу культури м. Чернівці.
Досконало володіє інструментом трубою, його виступи — окраса концертних програм. Гастролював у багатьох країнах Європи та Африки, бував в Афганістані та Монголії.

## Відзнаки
- Заслужений артист України (2003)[1].